# 하우프트슐레

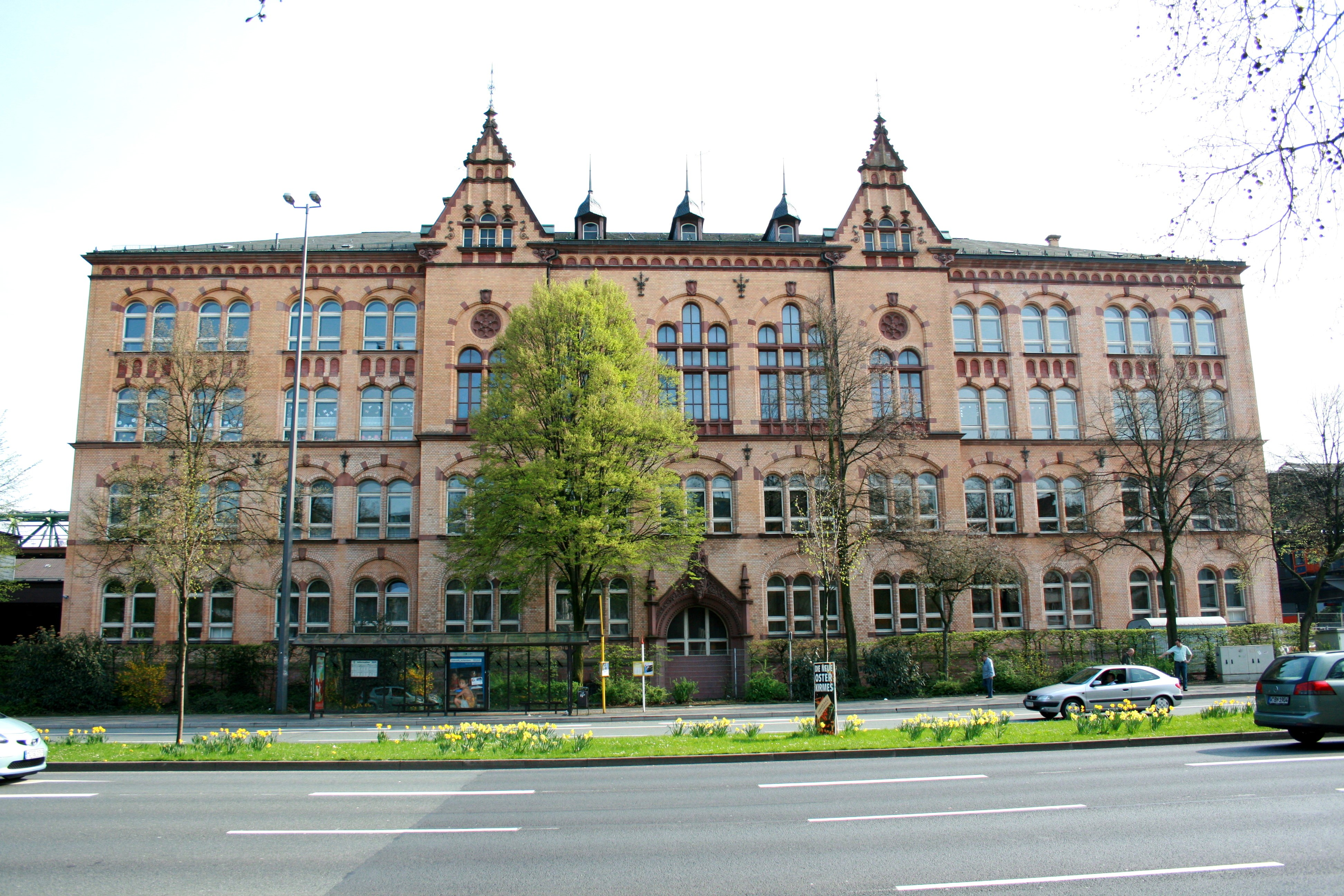
부퍼탈의 한 하우프트슐레

하우프트슐레(독일어: Hauptschule)는 독일의 직업계 중학교이다. 좋은 성적을 받아야 입학할 수 있는 레알슐레나 김나지움과는 달리, 초등학교를 다닌 독일 학생이라면 누구든지 하우프트슐레에 입학할 수 있다. 이론적·추상적이지 않고 시각적·구체적인 활동에 적합한 학생들이 주로 다니며, 학생 인구의 65~70％를 수용한다. 학생들은 거의 대부분 하우프트슐레에서 5년에 걸쳐 교육받아 14~15세 정도에 졸업한다.

## 역사
하우프트슐레는 서독에서 1950년에 처음 도입되었으며, 현대 독일의 중등교육기관으로 정착되었다. 동독에서는 하우프트슐레가 존재하지 않았기 때문에 현대에도 거의 대부분의 독일 동부지역은 하우프트슐레가 존재하지 않는다.

## 개관
하우프트슐레는 대학에 진학하지 않을, 주로 성적이 평균이나 그 밑인 학생들에게 전반적인 교육을 제공하기 위해 설립되었다.(일부 학생들은 대학교에 진학하기도 한다.) 대개 레알슐레나 김나지움과 유사한 과목들을 가르치지만, 그 진도는 보다 느린 편이다. 다른 교육기관과 차별화되는 교육 과목도 존재한다. 김나지움에서는 가르치는 고대 그리스어와 라틴어를 하우프트슐레에서는 가르치지 않는 반면, "직업 세계로의 입문"(Arbeitslehre)는 하우프트슐레에서만 가르치는 특수한 과목이다.
독일의 경우 진학할 중등 교육기관의 등급에 대해 국민학교 4학년에서 적성검사를 통해 결정되는데 이 적성검사에서 하위권의 성적을 기록하거나, 진학할 중등교육기관 등급 신청
마감까지 신청 사항이 없을 경우 하우프트슐레로 배정되며, 이 외에도 레알슐레나 김나지움에 진학했지만 성적이 매우 불량하거나 교칙에 위반되는 행동을 3회 반복하여 퇴학처분을 받는 경우에도 하우프트슐레로 전학 조치되어 왔다. 그외 레알슐레나 김나지움에 진학 후 학업성취도를 따라가지 못해 학생 본인이 자진하여 하우프트슐레로 하위 전학하는 경우도 있어 왔다.
거의 대부분의 하우프트슐레는 공립이나, 극히 드문 사립 하우프트슐레도 존재한다. 하지만 이들의 학비는 비교적 저렴한 편이고 직업 활동에 대한 급료도 지금하는 곳도 있으며, 사립 하우프트슐레를 다니는 학생들의 학비를 지원하는 기관도 존재한다.
독일의 주 정부는 레알슐레나 김나지움을 다니는 학생들보다 하우프트슐레를 다니는 학생들을 위해 예산을 더 많이 사용한다. 하우프트슐레는 비교적으로 다양한 문화적인 배경, 종교, 사회적 지위, 학업적 능력을 가진 학생들이 재학한다. 그 때문에 하우프트슐레에서는 편차가 큰 학생들을 같이 교육시켜야하기에 어려움에 부딪히기도 한다. 때문에 일부 하우프트슐레에서는 분반제도를 시행하고 있다.

## 교육 성과
PISA(학업성취도 국제비교연구)에 따르면 레알슐레에 다니는 학생에게 나타나는 교육 성과는 김나지움의 학생들 보단 뒤쳐지지만 하우프트슐레에 재학 중인 학생들보다 뛰어난 것으로 나타난다.
| 학교 종류 | 무소득 계층 | 저소득 계층 | 중소득 계층 | 고소득 계층 |
| --- | ----------- | ----------- | ----------- | ----------- |
| 하우프트슐레 | 400         | 429         | 436         | 450         |
| 레알슐레 | 482         | 504         | 528         | 526         |
| 김나지움 | 578         | 581         | 587         | 608         |
| PISA 2003 – Der Bildungsstand der Jugendlichen in Deutschland – Ergebnisse des 2. internationalen Vergleiches (PISA 2003 – Education level of young people in Germany - results of the second international comparison) |             |             |             |             |

## 졸업과 이후
하우프트슐레의 학생이 15~16세가 되어 졸업장을 취득하면 공공기관 등에서 기초 사무 업무부터 직업훈련을 받거나, Berufsfachschule(중등직업기본학교)에 입학할 수 있다. 학생들이 지원하는 직업들 거의 대부분은 학력보다는 실제적인 기술을 요구하지만, 일부 학생들은 성적이 좋으면 중등기술학교나 레알슐레 혹은 김나지움 상급과정에 진학해 학업을 계속할 수 있다. 
하우프트슐레의 졸업장은 Hauptschulabschluss로, 레알슐레의 졸업장인 Realschulabschluss이나 대학입학 자격요건이 되는 아비투어보다 낮은 단계로 취급된다. 하우프트슐레의 졸업장이 있는 학생들은 야간학교에 진학해 Realschulabschluss나 아비투어를 취득할 수 있다. 일부 주에서는 하우트프슐레에서 좋은 성적을 거둘 시 특수 졸업장인 Mittlere Reife를 취득할 수 있고, 이 증서를 지닌 학생은 김나지움 상급과정에서 수업을 듣고 아비투어를 취득할 기회가 주어진다.

## 문제
학업을 우선시 하는 학생들의 증가로 하우프트슐레의 선호도가 하락하면서, 하우프트슐레의 문제점이 커지기 시작했다. 레알슐레나 김나지움의 일부 대안 교육 학교로 전락하면서 실제로 학업적으로 부진한 학생들이 많아졌고, 이는 사회의 하우프트슐레에 대한 부정적 인식의 확산에 기여했다. 기형적인 가정환경이나 무직의 학부모, 가정폭력 등을 배경으로 가진 학생들이 증가하고, 또한 사회적 '하층' 학교라는 인식이 더불어 커지면서 하우프트슐레의 문제는 더욱 가중되었다. 교사들은 하우프트슐레에서 교육의 어려움을 호소하고 있고, 하우프트슐레 출신 학생들이 직업을 구하기 어려워지고 있다. 때문에 학생들을 교육시켜 직업 사회 진출을 돕는 기관의 목표도 퇴색하고 있다. 이러한 현상이 심한 하우프트슐레는 "문제학교"들로 불리며 하우프트슐레 폐지를 주장하는 의원들의 근거가 되고 있다. 이러한 "문제학교"들의 존재 비는 지역적인 편차가 크며, 그 비율이 높은 베를린이나 함부르크는 2010-2011년 사이에 폐지되었다. 일부 주에서는 하우프트슐레가 레알슐레와 통폐합이 되기도 하였으며, 이 과정에서 레알슐레 플러스(Realschule Plus)가 설립되기도 하였다.
직업 종사자 중 Hauptschulabschluss, Realschulabschluss, 아비투어의 취득 비율:
|                     | 1970년 | 1982년 | 1991년 | 2000년 |
| ------------------- | ------ | ------ | ------ | ------ |
| Hauptschulabschluss | 87.7%  | 79.3%  | 66.5%  | 54.9%  |
| Realschulabschluss  | 10.9%  | 17.7%  | 27%    | 34.1%  |
| 아비투어            | 1.4%   | 3%     | 6.5%   | 11%    |

## 과목
- 종교·윤리
- 국어
- 지리
- 역사·사회
- 영어
- 수학
- 물리
- 생물·화학
- 체육
- 음악
- 미술
- 경제·정보학
- 기술
- 가내경제·섬유공업

## 같이 보기
하우프트슐레와 함께 독일의 중학교 과정은 3가지가 있다.
- 김나지움 - 대학입학 준비학교
- 레알슐레 - 직업기술학교 준비기관·공학자 양성기관